# Липка (притока Єзучу)
Ли́пка — річка в Україні, у межах Конотопського району Сумської області. Ліва притока Єзучу (басейн Дніпра). 

## Опис
Довжина річки 30 км, площа басейну 139 км². Долина коритоподібна, завширшки до 2 км, завглибшки до 15 м. Заплава в середній та нижній течії місцями заболочена. Річище слабозвивисте, його пересічна ширина 2—3 м, влітку в багатьох місцях пересихає. Похил річки 0,8 м/км. Споруджено декілька ставків. 

## Розташування
Липка бере початок на південь від смт Дубов'язівки. Тече спершу на північ, далі — переважно на північний захід, у пригирловій частині повертає на північний схід. Впадає до Єзучу на схід від центральної частини Конотопа.